# Cineraria cyanomontana
Cineraria cyanomontana là một loài thực vật có hoa trong họ Cúc. Loài này được Cron mô tả khoa học đầu tiên.